# Cala Rostella
La cala Rostella, o cala Rustella, és una platja del municipi de Roses (Alt Empordà), situada en una petita badia delimitada per la punta del Bergantí a llevant i el cap Blanc a ponent. És una platja verge, rodejada de pins, situada a vuit quilòmetres del centre urbà de Roses. Té una longitud de 100 m i una amplada de 10 m, de sorra gruixuda i pedres. S'hi accedeix a peu per un corriol des del camí de ronda que arriba a la cala Montjoi. Des de l'any 2009 gaudeix del certificat ambiental europeu EMAS i de l'internacional ISO 14.001.